# عين السودة (إدلب)
عين السودة قرية سورية تتبع ناحية مركز جسر الشغور في منطقة جسر الشغور في محافظة إدلب. بلغ عدد سكانها 2947 نسمة في عام 2004 حسب إحصاء المكتب المركزي للإحصاء.